# Vuelo 9463 de Avianca
El Vuelo 9463 de Avianca (o secuestro del avión Fokker de Avianca) del 12 de abril de 1999, un Fokker 50 de Avianca fue secuestrado por un comando de seis guerrilleros del Ejército de Liberación Nacional de Colombia (ELN). La aeronave llevaba 41 pasajeros y cinco tripulantes. La Corte Suprema de Justicia ratificó la condena a más de 30 años de prisión y una multa superior 1000 millones de pesos en contra de tres de los seis guerrilleros que participaron en la operación del secuestro.

## Secuestro
El vuelo 9463 de Avianca cubría la ruta aérea entre las ciudades de Bucaramanga y Bogotá cuando aproximadamente 10:30 AM UTC-5 los gritos de seis hombres armados que cubrían sus rostros con pasamontañas interrumpieron la tranquilidad del vuelo e intimidaron a los pasajeros y tripulantes. Se identificaron como miembros guerrilleros del Ejército de Liberación Nacional (ELN). Las autoridades colombianas sólo se percataron de la acción del ELN hacia las 12:30 del mediodía.
Los encapuchados exigieron a los pasajeros que apoyaran la frente en el asiento delantero y no la levantaran porque el avión iba a hacer un aterrizaje de emergencia. Uno de los encapuchados ingresó entonces en la cabina de mando con una pistola, les quitó los audífonos y sacó de la cabina al comandante del avión. Los guerrilleros obligaron a otro piloto a desviar el avión hacia una pista de aterrizaje clandestina llamada “Los Sábalos”, localizada en la vereda El Piñal, corregimiento de Vijagual, entre los municipios de Simití y San Pablo en el sur del departamento de Bolívar.
Una vez en tierra descendieron del mismo los secuestradores, éstos no continuaron con ellos sino se quedaron al lado de la nave, mientras otro grupo de guerrilleros del ELN de la cuadrilla "Héroes de Santa Rosa", tomaron a los pasajeros y tripulantes del avión, entre ellos un bebé, varios ancianos, y cinco tripulantes y se los llevaron secuestrados a la selva, navegando por un río en tres chalupas hasta ser trasladados a campamentos en donde permanecieron hasta su liberación.

## Liberaciones
Un día después del plagio, guerrilleros del ELN dejaron en libertad al bebé y a cinco ancianos, gracias a la acción de diplomacia humanitaria del delegado del CICR, Ernesto Herrera Calderón El 15 de abril de 1999 a otras tres personas que presentaban quebrantos de salud, gracias al mismo delegado. El 7 de mayo fueron liberadas cuatro personas, siempre gracias al delegado Ernesto Herrera Calderón quien fue facilitador e intermediario neutral en muchas liberaciones, y así paulatinamente hasta el 22 de noviembre de 2000, día en el que recobró la libertad la última secuestrada, Gloria Amaya de Alfonso. Durante el cautiverio falleció Carlos Gustavo González, uno de los pasajeros. Los demás pasajeros secuestrados fueron puestos en libertad en el transcurso de un año, de manera gradual y tras el pago de rescate.
La gestión de su liberación fue en un principio gestionada por el periodista y humorista Jaime Garzón quien ya había sido mediador para la liberación de 100 personas secuestradas por las FARC-EP un año antes. Garzón, para los días de junio, se reuniría con cabecillas del ELN en la cárcel de Itagüí para agilizar la liberación de los rehenes, pero dichas mediaciones se truncaron, ya que el periodista fue asesinado por paramilitares.

## Condenas
La Corte Suprema de Justicia de Colombia ratificó la decisión del Juzgado Segundo Penal del Circuito de Bucaramanga del 16 de mayo de 2005. La sentencia condena a los guerrilleros del ELN, Luis Eduardo Galvis Rivera, William Ricardo Blanco Suárez y Héctor Dante Becerra Salazar a 37, 36 y 36 años de cárcel respectivamente, por los delitos de secuestro extorsivo agravado, apoderamiento y desvío de aeronaves, falsedad material en documento público y destrucción, supresión y ocultamiento de documento público. A Blanco y a Becerra se les condenó por destrucción, supresión y ocultamiento de documento público, además de una multa COP$1.199 millones de pesos y 10 años de inhabilidad para ocupar cargos y funciones públicas.
Por el secuestro del Vuelo 9463 de Avianca, también se encontró culpable al guerrillero José María Ballestas, quien fue capturado en Venezuela, causó un lío diplomático y luego fue extraditado a Colombia, donde finalmente fue condenado. También a los guerrilleros Herlinto Chamorro Acosta, alias "Antonio García", Israel Ramírez Pineda, alias "Pablo Beltrán, y Ever Castillo Sumaleva, alias "El Gallero".
El 12 de septiembre de 2007 fue capturada la guerrillera del ELN en el barrio Los Olivos de Barranquilla, María Orlinda Guerrero, alias "La Negra Yesenia" y a quien las autoridades colombianas señalaron de ser segunda cabecilla y líder política del Frente de Guerra "Darío de Jesús Ramírez Castro". Desde 1996, alias "Negra Yesenia" se desempeñó como cabecilla de los frentes José Antonio Galán y María Cano en las zonas rurales de Yali y Anorí en el departamento de Antioquia y se le acusó de haber participado intelectualmente en el planeamiento del secuestro del Fokker 50 de Avianca. Guerrero fue abatida por las autoridades junto a otros seis guerrilleros el 21 de diciembre de 2011.

## Obras basadas en el secuestro
- Secuestrada: Una historia de la vida real, Leszli Kalli (2007) ISBN 0-7432-9132-8